# Rijksdienst voor Kinderbijslag voor Werknemers
De Rijksdienst voor Kinderbijslag voor Werknemers (RKW) was een openbare instelling van sociale zekerheid (OISZ) van de Belgische Federale Overheidsdienst. Hij beheerde de kinderbijslagregeling voor werknemers en stond onder toezicht van de federale minister Sociale Zaken en Volksgezondheid en de staatssecretaris voor Sociale Zaken, Gezinnen en Personen.
Op 1 juli 2014 werd de dienst, ten gevolge van de zesde staatshervorming, omgevormd tot FAMIFED, het federaal agentschap voor de kinderbijslag.

## Geschiedenis

### Eerste ontwikkelingen
Vanaf 1915 begonnen werkgevers uit de steenkoolindustrie een vergoeding te betalen voor de "gezinslast" van hun arbeiders. In 1919 startten ook de staat en verschillende provinciale en gemeentelijke besturen met de uitbetaling van kinderbijslag aan hun personeel. Die allereerste kinderbijslag was een antwoord op de in waarde dalende lonen tegenover de stijging van de kosten van levensonderhoud.
In 1921-1922 ontstonden de eerste kinderbijslagfondsen in de textiel- en bouwsector. In 1922 werd ook een centraal orgaan opgericht: het Comité d’Etude des Allocations Familiales, de latere Vereniging der Kassen voor Gezinsvergoedingen. In 1925 waren er al 12 fondsen waarbij 773 bedrijven waren aangesloten. Samen telden ze meer dan 130.000 werknemers.
Op 4 augustus 1930 kwam er een wet voor de veralgemening van de kinderbijslag voor werknemers. Die wet kende kinderbijslag toe aan alle werknemers uit de industrie, de handel, de landbouw, de vrije beroepen, de openbare besturen en aan alle personen die met een arbeidsovereenkomst, bediendecontract of gelijkaardige overeenkomst minstens twaalf dagen per maand of vier uur per dag werkten. De wet verplichtte bovendien alle werkgevers om zich aan te sluiten bij een kinderbijslagfonds en daar bijdragen voor kinderbijslag te storten.
Daarnaast werd in 1930 de Hulpkas voor Kinderbijslagen van de Staat opgericht, waarbij de werkgevers die zelf geen kinderbijslagfonds kozen, aangesloten werden. Dan was er ook nog de Nationale Compensatiekas voor Kinderbijslag: de centrale instelling die een nationale compensatie organiseerde tussen de kassen die meer kinderbijslag moesten betalen dan de bijdragen die ze inden en omgekeerd.
Alle kinderen van werknemers en gepensioneerden kregen, tot de leeftijd van 14 jaar, een maandelijks bedrag van 15 tot 100 Belgische frank, afhankelijk van de rang in het gezin. Voor studenten werd de kinderbijslag doorbetaald tot 18 jaar. In 1969 is het onvoorwaardelijk recht uitgebreid tot 16 jaar en in 1996 tot 18 jaar.

### Verruiming van de regeling
Geleidelijk aan werd de regeling voor de kinderbijslag verruimd zowel voor wat betreft toeslagen als voor wat de gerechtigden betreft:
- 1936 – Wezenbijslag voor wezen van werknemers, gestorven aan de gevolgen van een arbeidsongeval of beroepsziekte
- 1942 – Kraamgeld
- 1946 – Veralgemeende wezenbijslag
- 1947 – Kinderbijslag voor invalide ouders
- 1951 – Studenten tot 21 jaar
- 1964 – Studenten tot 25 jaar
- 1968 – Werklozen en gedetineerden

Om te beantwoorden aan de maatschappelijke evoluties en een extra ondersteuning te geven aan de meer kwetsbare gezinnen, werden vanaf 1957 verschillende toeslagen in het leven geroepen:
- 1957 – Leeftijdsbijslagen
- 1967 – Toeslag voor kinderen met een handicap
- 1984 – Toeslag voor kinderen van langdurig werklozen en gepensioneerden
- 1993 – Adoptiepremie
- 2006 – Schoolpremie
- 2007 – Toeslag voor eenoudergezinnen

In 1971 werd een nieuw kinderbijslagstelsel ingevoerd, namelijk dat van de gewaarborgde gezinsbijslag. Via dat stelsel konden kinderen die op geen andere regeling recht hadden, onder bepaalde voorwaarden toch kinderbijslag krijgen. Dit stelsel verschilde van de andere professionele stelsels, doordat het behoorde tot de sociale bijstand.

### Belangrijke verwezenlijkingen
- 1951 - Betaling van de kinderbijslag aan de moeder
- 1957 - Automatische indexering van de kinderbijslagbedragen
- 1985 - Invoering van de provisionele betaling
- 1989 -	Vaste betaaldatum
- 1990 - Trimestrialisering van het recht
- 1997 –	Invoering van het begrip co-ouderschap
- 2000 – Invoering van het begrip feitelijk gezin
- 2004 – Invoering van het begrip wettelijk samenwonen
- 2004 -	Uitbreiding van de elektronische gegevensfluxen als hefboom/instrument voor de administratieve vereenvoudiging en de exacte toekenning van kinderbijslag.

## Rol van de RKW
De Rijksdienst voor Kinderbijslag voor Werknemers (RKW) is de centrale openbare instelling van sociale zekerheid die het kinderbijslagstelsel voor werknemers beheert. 
De RKW en de Rijksdienst voor Kinderbijslag voor Zelfstandigen (sinds 1 januari 1971 het Rijksinstituut voor de Sociale Verzekeringen der Zelfstandigen, RSVZ) zijn opgericht bij de wet van 26 juli 1960. Die wet beoogt de rationalisering en reorganisatie van de openbare instellingen in de sector kinderbijslag. De vijf bestaande instellingen, namelijk de Rijksdienst voor Samenordening van de Gezinsvergoedingen, de Nationale Verrekenkas voor Gezinsvergoedingen, de Nationale Onderlinge Kas voor Kindertoeslagen, de Hulpcompensatiekas voor Gezinsvergoedingen en de Onderlinge Hulpkas voor Kindertoeslagen, werden opgeheven.
Op 1 maart 2014 telde de RKW 977 medewerkers. Zij vervullen de volgende opdrachten:

### Regulator
Als regulator verdeelt de RKW de financiële middelen over de private kinderbijslagfondsen en controleert hij de werking van de fondsen. RKW betaalt samen met die fondsen jaarlijks zo'n 4,4 miljard EUR kinderbijslag aan meer dan 1,1 miljoen gezinnen in het werknemersstelsel. 
Via huisbezoeken controleert de Rijksdienst of de toekenningsvoorwaarden voor de kinderbijslag nog steeds vervuld zijn en of de gezinnen het maximale bedrag krijgen waar ze recht op hebben.

### Operator
Als operator fungeert de RKW zelf ook als kinderbijslagfonds. Hij betaalt jaarlijks ruim 1 miljard euro aan zo'n 270.000 gezinnen in het werknemersstelsel, in het stelsel van de gewaarborgde gezinsbijslag en voor rekening van andere overheidsinstellingen. 
De RKW is de enige instelling bevoegd voor de gewaarborgde gezinsbijslag, het ultieme vangnet voor kansarme gezinnen die in geen ander stelsel recht hebben op gezinsbijslag.

### Kennisbeheer
Als kennisbeheerder introduceerde de RKW in mei 2012 het platform FamiPedia. Dat elektronische kennisportaal bevat gestructureerde en systematisch geactualiseerde informatie over de reglementering van de kinderbijslag. Het is toegankelijk voor professionelen en voor het grote publiek. FamiPedia bevat de volledige kinderbijslagreglementering en kan ook per thema geraadpleegd worden. Daarnaast kan elke geïnteresseerde zich abonneren op de periodieke nieuwsbrief van de RKW om op de hoogte te blijven van de juridische actualiteit.

### Beheer FCUD
Als beheerder van het FCUD, het Fonds voor Collectieve Uitrustingen en Diensten, subsidieert de RKW zo'n 370 kinderopvangprojecten op meer dan 1000 locaties. Die samenwerking wordt stopgezet vanaf januari 2015 omwille van de bevoegdheidsoverdracht naar de gemeenschappen zoals die is vastgelegd in het regeerakkoord.

### Grensoverschrijdende betalingen
Tot slot heeft de RKW een coördinerende en bemiddelende functie in het bepalen van het recht op kinderbijslag bij grensoverschrijdende situaties.
De dienst informeert en verleent bijstand aan betrokkenen, Belgische kinderbijslagfondsen en buitenlandse instellingen in het kader van de overeenkomsten binnen de Europese Gemeenschap (Verordening 883/2004) en de op het vlak van kinderbijslag bestaande bilaterale overeenkomsten met Algerije, Marokko, Tunesië, Turkije, Bosnië-Herzegovina, Kosovo, Macedonië, Servië en Zwitserland.

## Nieuwe context
In het kader van de in december 2013 in het Belgisch parlement aangenomen zesde staatshervorming wordt de kinderbijslag op termijn aan de gemeenschappen en de gewesten overgedragen.
De overdracht verloopt als volgt:
- 1 juli 2014: de bevoegdheid voor kinderbijslag wordt overgedragen aan de gemeenschappen en de Gemeenschappelijke Gemeenschapscommissie (GGC), maar de RKW blijft de kinderbijslagregeling beheren voor rekening van de gemeenschappen en de gewesten. De uitbetaling van de kinderbijslag blijft via RKW-operator en de vrije kinderbijslagfondsen verlopen.
- 1 januari 2015: het budget wordt overgedragen aan de gemeenschappen en de gewesten, die kunnen beslissen om het beheer van de kinderbijslag over te nemen.
- uiterlijk 31 december 2019: de RKW houdt op te bestaan en het personeel en de gebouwen worden overgedragen aan de gemeenschappen en de GGC.

Vanaf 2013 tot eind 2019 beheert de RKW de overgangsperiode om de continuïteit van de werking van het kinderbijslagsysteem en van de betaling ervan aan de gezinnen te verzekeren.